# كيني ويلر
كيني ويلر هو بواق وملحن كندي، ولد في 14 يناير 1930 في سانت كاثرينز في كندا، وتوفي في 18 سبتمبر 2014 في لندن في المملكة المتحدة بسبب مرض.

## وصلات خارجية
- كيني ويلر على موقع ميوزك برينز (الإنجليزية)
- كيني ويلر على موقع أول ميوزيك (الإنجليزية)
- كيني ويلر على موقع ديسكوغز (الإنجليزية)